# Provincia de Shumen
La provincia de Shumen (en búlgaro: Област Шумен), es una provincia u óblast ubicado al este de Bulgaria. Limita al norte con las provincias de Silistra y Dobrich; al este con la de Varna; al sur con la de Burgas y al oeste con las de Targovishte y Razgrad.

## Subdivisiones
La provincia está integrada por diez municipios:
- Municipio de Hitrino (capital: Hitrino)
- Municipio de Kaolinovo (capital: Kaolinovo)
- Municipio de Kaspichan (capital: Kaspichan)
- Municipio de Nikola Kozlevo (capital: Nikola Kozlevo)
- Municipio de Novi Pazar (capital: Novi Pazar)
- Municipio de Shumen (capital: Shumen)
- Municipio de Smyadovo (capital: Smyadovo)
- Municipio de Varbitsa (capital: Varbitsa)
- Municipio de Veliki Preslav (capital: Veliki Preslav)
- Municipio de Venets (capital: Venets)